# Liste der Kulturdenkmäler in Laubach
Die folgende Liste enthält die in der Denkmaltopographie ausgewiesenen Kulturdenkmäler auf dem Gebiet  der  Stadt Laubach, Landkreis Gießen, Hessen.
Hinweis: Die Reihenfolge der Denkmäler in dieser Liste orientiert sich zunächst an Stadtteilen und anschließend der Anschrift, alternativ ist sie auch nach der Bezeichnung, der vom Landesamt für Denkmalpflege vergebenen Nummer oder der Bauzeit sortierbar.
Kulturdenkmäler werden fortlaufend im Denkmalverzeichnis des Landes Hessen durch das Landesamt für Denkmalpflege Hessen auf Basis des Hessischen Denkmalschutzgesetzes (HDSchG) geführt. Die Schutzwürdigkeit eines Kulturdenkmals hängt nicht von der Eintragung in das Denkmalverzeichnis des Landes Hessen oder der Veröffentlichung in der Denkmaltopographie ab.

Das Vorhandensein oder Fehlen eines Objekts in dieser Liste ist keine rechtsverbindliche Auskunft darüber, ob es Kulturdenkmal ist oder nicht: Diese Liste entspricht möglicherweise nicht dem aktuellen Stand der offiziellen Denkmaltopographie. Diese ist für Hessen in den entsprechenden Bänden der Denkmaltopographie Bundesrepublik Deutschland und im Internet unter DenkXweb – Kulturdenkmäler in Hessen einsehbar. Auch diese Quellen sind, obwohl sie durch das Landesamt für Denkmalpflege Hessen aktualisiert werden, nicht immer aktuell, da es im Denkmalbestand immer wieder Änderungen gibt.
Eine verbindliche Auskunft erteilt allein das Landesamt für Denkmalpflege Hessen.
Nutze diese Kartenansicht, um Koordinaten in der Liste zu setzen. In dieser Kartenansicht sind Kulturdenkmale ohne Koordinaten mit einem roten bzw. orangen Marker dargestellt und können in der Karte gesetzt werden. Kulturdenkmale ohne Bild sind mit einem blauen bzw. roten Marker gekennzeichnet, Kulturdenkmale mit Bild mit einem grünen bzw. orangen Marker.

## Kulturdenkmäler nach Ortsteilen

### Altenhain
| Bild            | Bezeichnung                        | Lage                                                                         | Beschreibung | Bauzeit   | Objekt-Nr. |
| --------------- | ---------------------------------- | ---------------------------------------------------------------------------- | --- | --------- | ---------- |
| Bild gesucht BW | Gesamtanlage historischer Ortskern | Förstergasse 1–11, 4–8, Freienseener Straße 5–9, Vogelsbergstraße 2, 10 Lage | |           | 47952 DDB  |
| weitere Bilder  | Ehem. Schule                       | Vogelsbergstraße 10 LageFlur: 1, Flurstück: 18                               | Ehemaliges Schulgebäude im Stil des historistischen Burgenbaus, heute als Kirche genutzt; zweigeschossige Bau mit Zwerchgiebel, halbrunder Treppen- und Glockenturm mittig eingebunden | 1905–1906 | 47954 DDB  |

### Freienseen
| Bild            | Bezeichnung                        | Lage | Beschreibung | Bauzeit            | Objekt-Nr. |
| --------------- | ---------------------------------- | --- | --- | ------------------ | ---------- |
| Bild gesucht BW | Gesamtanlage historischer Ortskern | Alsfelder Straße 1–29, 2–38, Am Haingraben 1–11, 2–16, An der Mühle 9, 2–10, Göbelsgasse 3, 2–10, Haingasse 1–5, 2–4, Kühnsgasse 1, 2–6, Löbergasse 1–15, 2–8, Männchesgasse 1–5, Metzengasse 5, 2–8, Pfarrhof 1–5, 2–4, Schlossgasse 1–5, 2, Seentalstraße 5–27, 2–20, Tunnelstraße 1–9, 2–10, Turnhallenstraße 1–5, 2–6, Wintergasse 1–29, 2–18 Lage | |                    | 47956 DDB  |
| Bild gesucht BW |                                    | Alsfelder Straße 6 LageFlur: 1, Flurstück: 69 | |                    | 47957 DDB  |
| Bild gesucht BW |                                    | Alsfelder Straße 8 LageFlur: 1, Flurstück: 68 | |                    | 47958 DDB  |
| Bild gesucht BW |                                    | Alsfelder Straße 14 LageFlur: 1, Flurstück: 59 | |                    | 47959 DDB  |
| Bild gesucht BW |                                    | Alsfelder Straße 18, Alsfelder Straße 20 LageFlur: 1, Flurstück: 54, 56 | |                    | 47960 DDB  |
| Bild gesucht BW |                                    | Alsfelder Straße 23 LageFlur: 1, Flurstück: 147 | |                    | 47961 DDB  |
| Bild gesucht BW |                                    | Alsfelder Straße 27 LageFlur: 1, Flurstück: 149, 128/2 | |                    | 47962 DDB  |
| Bild gesucht BW |                                    | Alsfelder Straße 28 LageFlur: 1, Flurstück: 27 | |                    | 47963 DDB  |
| Bild gesucht BW |                                    | Am Haingraben 3, Am Haingraben 5 LageFlur: 1, Flurstück: 65, 66 | |                    | 47966 DDB  |
| Bild gesucht BW |                                    | An der Mühle 10 LageFlur: 1, Flurstück: 92 | |                    | 47967 DDB  |
| Bild gesucht BW |                                    | Dörnbachstraße 1 LageFlur: 1, Flurstück: 180 | |                    | 47968 DDB  |
| Bild gesucht BW | Fremdarbeiterunterkunft            | Glashüttenweg 1 LageFlur: 1, Flurstück: 271/2 | |                    | 47969 DDB  |
| weitere Bilder  | Ev. Kirche                         | Alsfelder Straße 9 LageFlur: 1, Flurstück: 130 | Frühgotischer Chorturm mit Schlüsselscharten, spätbarocke zweigeschossige Saalkirche mit Mansarddach in streng symmetrischer Bauweise mit drei Portalen und Stichbogenfenstern an jeder Seite | 13. Jhd./1770–1773 | 47964 DDB  |
| Bild gesucht BW |                                    | Göbelsgasse 8 LageFlur: 1, Flurstück: 143/1 | |                    | 47970 DDB  |
| Bild gesucht BW |                                    | Göbelsgasse 10 LageFlur: 1, Flurstück: 143/2 | |                    | 47971 DDB  |
| Bild gesucht BW |                                    | Haingasse 2 LageFlur: 1, Flurstück: 106/1 | |                    | 47972 DDB  |
| Bild gesucht BW |                                    | Haingasse 4 LageFlur: 1, Flurstück: 98/2 | |                    | 47973 DDB  |
| Bild gesucht BW |                                    | Kühnsgasse 1 LageFlur: 1, Flurstück: 116 | |                    | 47974 DDB  |
| Bild gesucht BW |                                    | Kühnsgasse 2 LageFlur: 1, Flurstück: 118 | |                    | 47975 DDB  |
| Bild gesucht BW |                                    | Löbergasse 1 LageFlur: 1, Flurstück: 37 | |                    | 47976 DDB  |
| Bild gesucht BW |                                    | Löbergasse 2 LageFlur: 1, Flurstück: 55 | |                    | 47977 DDB  |
| Bild gesucht BW |                                    | Löbergasse 3 LageFlur: 1, Flurstück: 38/1 | |                    | 47978 DDB  |
| Bild gesucht BW |                                    | Löbergasse 5 LageFlur: 1, Flurstück: 39/1 | |                    | 47979 DDB  |
| Bild gesucht BW |                                    | Löbergasse 7 LageFlur: 1, Flurstück: 40 | |                    | 47980 DDB  |
| Bild gesucht BW |                                    | Löbergasse 8 LageFlur: 1, Flurstück: 47/1 | |                    | 47981 DDB  |
| Bild gesucht BW |                                    | Löbergasse 9 LageFlur: 1, Flurstück: 41 | |                    | 47982 DDB  |
| Bild gesucht BW | Kriegerdenkmal                     | Unterm Helgenhaus (Friedhof) LageFlur: 11, Flurstück: 61 | |                    | 48003 DDB  |
| Bild gesucht BW |                                    | Pfarrhof 1 LageFlur: 1, Flurstück: 146/3 | |                    | 47983 DDB  |
| Bild gesucht BW |                                    | Pfarrhof 3 LageFlur: 1, Flurstück: 140 | |                    | 47984 DDB  |
| Bild gesucht BW | Alte Schule                        | Pfarrhof 4 LageFlur: 1, Flurstück: 139 | |                    | 47985 DDB  |
| Bild gesucht BW |                                    | Seentalstraße 6 LageFlur: 1, Flurstück: 20/2 | |                    | 47986 DDB  |
| Bild gesucht BW |                                    | Seentalstraße 7 LageFlur: 1, Flurstück: 12 | |                    | 47987 DDB  |
| Bild gesucht BW |                                    | Tunnelstraße 1 LageFlur: 1, Flurstück: 82 | |                    | 47988 DDB  |
| Bild gesucht BW |                                    | Tunnelstraße 5 LageFlur: 1, Flurstück: 84 | |                    | 47989 DDB  |
| Bild gesucht BW |                                    | Tunnelstraße 6 LageFlur: 1, Flurstück: 96/1 | |                    | 47990 DDB  |
| Bild gesucht BW |                                    | Tunnelstraße 10 LageFlur: 1, Flurstück: 86 | |                    | 47991 DDB  |
| Bild gesucht BW | Ehem. Bahnhof                      | Tunnelstraße 21 LageFlur: 1, Flurstück: | |                    | 47965 DDB  |
| Bild gesucht BW |                                    | Turnhallenstraße 2 LageFlur: 1, Flurstück: 167 | |                    | 47992 DDB  |
| Bild gesucht BW |                                    | Metzengasse 1 LageFlur: 1, Flurstück: 168 | |                    | 47993 DDB  |
| Bild gesucht BW |                                    | Turnhallenstraße 5 LageFlur: 1, Flurstück: 100 | |                    | 47994 DDB  |
| Bild gesucht BW |                                    | Wallstraße 2 LageFlur: 1, Flurstück: 172 | |                    | 47995 DDB  |
| Bild gesucht BW |                                    | Wintergasse 9 LageFlur: 1, Flurstück: 161/1 | |                    | 47996 DDB  |
| Bild gesucht BW |                                    | Wintergasse 10 LageFlur: 1, Flurstück: 114/1 | |                    | 47997 DDB  |
|                 |                                    | Wintergasse 15 LageFlur: 1, Flurstück: 157/3 | |                    | 47998 DDB  |
| Bild gesucht BW |                                    | Wintergasse 16 LageFlur: 1, Flurstück: 146/1 | |                    | 47999 DDB  |
|                 |                                    | Wintergasse 18 LageFlur: 1, Flurstück: 146/2 | |                    | 48000 DDB  |
| Bild gesucht BW |                                    | Wintergasse 19 LageFlur: 1, Flurstück: 155 | |                    | 48001 DDB  |
|                 |                                    | Wintergasse 29 LageFlur: 1, Flurstück: 150/1 | |                    |            |

### Gonterskirchen
| Bild            | Bezeichnung                        | Lage | Beschreibung | Bauzeit | Objekt-Nr. |
| --------------- | ---------------------------------- | --- | --- | ------- | ---------- |
| Bild gesucht BW | Gesamtanlage historischer Ortskern | An der Kirche 1–5, Bachstraße 1–5, 2–12, Hauptstraße 1–23, 2–14, In den Höfen 1–13, 2–10, Mittelgasse 1–7, Zum Sportplatz 1–7, 2–12 LageFlur: 1, Flurstück: | |         | 48005 DDB  |
| Bild gesucht BW | Alte Schule                        | An der Kirche 3, An der Kirche LageFlur: 1, Flurstück: 28                                                                                                   | |         | 48006 DDB  |
| weitere Bilder  | Ev. Kirche                         | An der Kirche 5 LageFlur: 1, Flurstück: 29 | Frühgotische Saalkirche auf rechteckigem Grundriss mit Schopfwalm und abgestuftem Westportal; quadratischer, gotischer Chorturm, Südportal mit Staffelgiebel | 13. Jh. | 48007 DDB  |
| weitere Bilder  |                                    | Bachstraße 1 LageFlur: 4, Flurstück: 2 | Fachwerkhaus |         | 48008 DDB  |
| weitere Bilder  |                                    | Bachstraße 3 LageFlur: 4, Flurstück: 3 | Fachwerkhaus |         | 48009 DDB  |
| weitere Bilder  |                                    | Bachstraße 9 LageFlur: 4, Flurstück: 7 | Fachwerkhaus |         | 48010 DDB  |
| Bild gesucht BW | Fachwerkhaus                       | Bachstraße 10 LageFlur: 2, Flurstück: 5 | |         | 48011 DDB  |
| weitere Bilder  | Backhaus                           | Bachstraße 12 LageFlur: 2, Flurstück: 6 | |         | 48012 DDB  |
| weitere Bilder  |                                    | Bachstraße 13 LageFlur: 4, Flurstück: 12 | Fachwerkhaus |         | 48013 DDB  |
| weitere Bilder  |                                    | Friedberger Straße 4 LageFlur: 4, Flurstück: 9 | Fachwerkhaus |         | 48014 DDB  |
| weitere Bilder  |                                    | Hauptstraße 4 LageFlur: 1, Flurstück: 11 | Fachwerkhaus |         | 48015 DDB  |
| weitere Bilder  |                                    | Hauptstraße 6 LageFlur: 1, Flurstück: 10 | Fachwerkhaus |         | 48016 DDB  |
| weitere Bilder  | Backhaus                           | Hauptstraße 6a LageFlur: 1, Flurstück: 9 | |         | 48025 DDB  |
| Bild gesucht BW |                                    | Hauptstraße 9, Hauptstraße 11 LageFlur: 1, Flurstück: 64 | |         | 48017 DDB  |
| weitere Bilder  |                                    | Hauptstraße 12 LageFlur: 1, Flurstück: 52 | Fachwerkhaus |         | 48018 DDB  |
| weitere Bilder  |                                    | Hauptstraße 21 LageFlur: 2, Flurstück: 15 | Fachwerkhaus |         | 48019 DDB  |
| weitere Bilder  | Ehemalige Schule                   | Marburger Straße 5 LageFlur: 1, Flurstück: 15 | |         | 48020 DDB  |
| weitere Bilder  | Ehemalige Schule                   | Marburger Straße 7 LageFlur: 1, Flurstück: 16 | |         | 48021 DDB  |
| weitere Bilder  | Backhaus                           | Mittelgasse 1 LageFlur: 2, Flurstück: 12 | |         | 48022 DDB  |
| weitere Bilder  |                                    | Mittelgasse 4 LageFlur: 2, Flurstück: 54 | Fachwerkhaus |         | 48023 DDB  |
| weitere Bilder  | Neues Pfarrhaus                    | Pfarrstraße 15 LageFlur: 1, Flurstück: 32 | |         | 48024 DDB  |
| Bild gesucht BW |                                    | Zum Sportplatz 5 LageFlur: 1, Flurstück: 45 | |         | 48026 DDB  |
| weitere Bilder  |                                    | Zum Sportplatz 6 LageFlur: 1, Flurstück: 4 | Fachwerkhaus |         | 48027 DDB  |

### Laubach
Das sog. Haus aus Laubach wurde 1977 am ursprünglichen Standort abgebaut und in den Hessenpark transloziert. 1982 wurde der Wiederaufbau abgeschlossen.
| Bild                           | Bezeichnung                                 | Lage | Beschreibung | Bauzeit      | Objekt-Nr. |
| ------------------------------ | ------------------------------------------- | --- | --- | ------------ | ---------- |
| Bild gesucht BW                | Gesamtanlage historischer Stadtkern         | Auf der Planke 1–11, 2–12, August-Krieger-Straße 2, Baumkircher Straße 31–37, 26–48, Bahnhofstraße 1–17, 2–14, Friedrichstraße 1, 11, Grünemannsgasse 1–13, 2–28, Grünes Meer 3–19, 2–38, Im Hain 7–9, Kirchplatz 1–11, 2–14, Lippe 3–19, 2–24, Marktplatz 1–13, 2–14, Obere Langgasse 1–25, 2–24, Obergasse 1–11, 29, 2–10, Schwarze Ellergasse 6–8, 20, Untere Langgasse 1–19, 2–38, Wildmannsgasse 1–7, 4–18 Lage | |              | 48029 DDB  |
| Bild gesucht BW                | Sachgesamtheit Jüdischer Friedhof           | Am Stelzenberg LageFlur: 7, Flurstück: 1/2 | Jüdischer Friedhof, Kulturdenkmal aus geschichtlichen Gründen. | Um 1800      | 404715 DDB |
| Bild gesucht BW                | Gesamtanlage Stiftstraße                    | Stiftstraße 1–17, 4–20, Friedrichstraße 2, 14–16 Lage | |              | 48030 DDB  |
| Bild gesucht BW                |                                             | Am Ramsberg 6 LageFlur: 4, Flurstück: 68 | |              | 65640 DDB  |
| weitere Bilder                 |                                             | Am Schlosspark 17 LageFlur: 5, Flurstück: 158/5 | |              | 48033 DDB  |
|                                |                                             | Auf der Planke 7 LageFlur: 1, Flurstück: 265/1 | |              | 48034 DDB  |
| Bild gesucht BW                |                                             | Auf der Planke 9 LageFlur: 1, Flurstück: 268 | |              | 48035 DDB  |
| Bild gesucht BW                | Klipsteinturm                               | Auf der Planke 11 LageFlur: 1, Flurstück: 230 | |              | 48036 DDB  |
| Bild gesucht BW                | Haus und Hofreite des Rendanten Klipstein   | August-Krieger-Straße 2 LageFlur: 1, Flurstück: 218/1, 218/2, 219/6 | |              | 48037 DDB  |
|                                |                                             | Bahnhofstraße 8 LageFlur: 1, Flurstück: 1670 | |              | 48038 DDB  |
| Bild gesucht BW                | Bahnhof                                     | Bahnhofstraße 33, In der langen Wiese LageFlur: 1, Flurstück: 252/7, 252/10 | |              | 48039 DDB  |
|                                |                                             | Baumkircher Straße 46, Baumkircher Straße 48 LageFlur: 1, Flurstück: 368/2 | |              | 48040 DDB  |
| Bild gesucht BW                | Villa Friedensruh                           | Dörrenbergweg 5 LageFlur: 1, Flurstück: 990/1 | |              | 48041 DDB  |
| Bild gesucht BW                |                                             | Friedrichstraße 4 LageFlur: 6, Flurstück: 137/1 | |              | 70063 DDB  |
| Bild gesucht BW                | Steinkreuz                                  | Friedrichstraße 11 LageFlur: 1, Flurstück: 690/19 | |              | 48042 DDB  |
| weitere Bilder                 | Ehemaliges Gymnasium Fridericianum          | Friedrichstraße 11 LageFlur: 1, Flurstück: 690/19 | |              | 48042 DDB  |
| weitere Bilder                 | Ehemaliges Amtsgericht                      | Friedrichstraße 19 LageFlur: 1, Flurstück: 955/6 | |              | 48043 DDB  |
| Bild gesucht BW                | Brunnen                                     | Zwischen Posener Straße und Friedrichstraße LageFlur: 6, Flurstück: 135 | |              | 48044 DDB  |
|                                |                                             | Grünemannsgasse 1 LageFlur: 1, Flurstück: 209 | |              | 48045 DDB  |
| Bild gesucht BW                |                                             | Grünemannsgasse 2 LageFlur: 1, Flurstück: 161 | |              | 48046 DDB  |
|                                |                                             | Grünemannsgasse 3, Grünemannsgasse 5 LageFlur: 1, Flurstück: 165, 166 | |              | 48047 DDB  |
|                                |                                             | Grünemannsgasse 4 LageFlur: 1, Flurstück: 121/2 | |              | 48048 DDB  |
|                                |                                             | Grünemannsgasse 8, Grünemannsgasse 10 LageFlur: 1, Flurstück: 160, 158 | |              | 48049 DDB  |
|                                |                                             | Grünemannsgasse 12 LageFlur: 1, Flurstück: 156 | |              | 48050 DDB  |
| Hochzeitshaus                  | Hochzeitshaus                               | Grünemannsgasse 13 LageFlur: 1, Flurstück: 178/1 | |              | 48051 DDB  |
|                                |                                             | Grünemannsgasse 22 LageFlur: 1, Flurstück: 152, 155/1 | |              | 48052 DDB  |
|                                |                                             | Grünemannsgasse 24, Grünemannsgasse 26 LageFlur: 1, Flurstück: 150, 149 | |              | 48053 DDB  |
|                                |                                             | Grünemannsgasse 28 LageFlur: 1, Flurstück: 148/1 | |              | 61696 DDB  |
| Sog. Strumpfweberhaus          | Sog. Strumpfweberhaus                       | Grünes Meer 1 LageFlur: 1, Flurstück: 55 | |              | 48055 DDB  |
|                                |                                             | Grünes Meer 2 LageFlur: 1, Flurstück: 145 | |              | 48056 DDB  |
|                                |                                             | Grünes Meer 3 LageFlur: 1, Flurstück: 70/3 | |              | 48057 DDB  |
|                                |                                             | Grünes Meer 4 LageFlur: 1, Flurstück: 144 | |              | 48058 DDB  |
|                                |                                             | Grünes Meer 7, Grünes Meer 5 LageFlur: 1, Flurstück: 77, 78 | |              | 48059 DDB  |
| Lauthsches Haus                | Lauthsches Haus                             | Grünes Meer 14 LageFlur: 1, Flurstück: 135 | |              | 48060 DDB  |
| Bild gesucht BW                |                                             | Grünes Meer 18 LageFlur: 1, Flurstück: 134 | |              | 48061 DDB  |
| Bild gesucht BW                |                                             | Grünes Meer 20 LageFlur: 1, Flurstück: 104 | |              | 48062 DDB  |
| Bild gesucht BW                |                                             | Grünes Meer 22 LageFlur: 1, Flurstück: 103 | |              | 48063 DDB  |
| Bild gesucht BW                |                                             | Grünes Meer 24 LageFlur: 1, Flurstück: 102 | |              | 48064 DDB  |
| Haus Salzmann                  | Haus Salzmann                               | Grünes Meer 28 LageFlur: 1, Flurstück: 98/1 | |              | 48065 DDB  |
| Bild gesucht BW                |                                             | Grünes Meer 30 LageFlur: 1, Flurstück: 97/1 | |              | 48066 DDB  |
|                                |                                             | Grünes Meer 34 LageFlur: 1, Flurstück: 92 | |              | 48067 DDB  |
| Bild gesucht BW                | Turnhalle am Festplatz                      | Hungener Straße 4 LageFlur: 1, Flurstück: 1070/4 | Das Gebäude entwarf Karl Hofmann. |              | 48068 DDB  |
| Bild gesucht BW                | Friedhofskapelle und Friedhof Solms-Laubach | Hungener Straße 15, In der langen Wiese LageFlur: 2, Flurstück: 27/1, 28, 29 | |              | 48069 DDB  |
| Bild gesucht BW                | Bahnbrücke                                  | Hungener Straße L 3137 LageFlur: 1, Flurstück: 1634/1 | |              | 48070 DDB  |
| Das Bauwerk, Stand 2007        | Ehem. Vorwerk                               | Im Hain 8 LageFlur: 1, Flurstück: 940/2 | |              | 48071 DDB  |
| weitere Bilder                 | Ev. Stadtkirche                             | Kirchplatz 1a LageFlur: 1, Flurstück: 44 | Romano-gotischer Ostbau mit Vierungsturm, Querschiff und 5/8-Schluss; barockes Kirchenschiff in französisch-klassizistischer Prägung, fast quadratischer Grundriss, zweigeschossige Fensteranordnung mit kräftiger Pilastergliederung, Mansarddach, bedeutende Barockorgel und Grabdenkmäler von Solmser Grafen | 13. Jh./1702 | 48072 DDB  |
| Ehemaliges Rathaus             | Ehemaliges Rathaus                          | Kirchplatz 2 LageFlur: 1, Flurstück: 183/1 | |              | 48073 DDB  |
|                                |                                             | Kirchplatz 4 LageFlur: 1, Flurstück: 46 | |              | 48074 DDB  |
|                                |                                             | Kirchplatz 5 LageFlur: 1, Flurstück: 47 | |              | 48075 DDB  |
| Grünemannsbrunnen              | Grünemannsbrunnen                           | Kirchplatz 7 LageFlur: 1, Flurstück: 50 | |              | 48054 DDB  |
|                                |                                             | Kirchplatz 8 LageFlur: 1, Flurstück: 51 | |              | 48076 DDB  |
|                                |                                             | Kirchplatz 9 LageFlur: 1, Flurstück: 52 | |              | 48077 DDB  |
|                                |                                             | Kirchplatz 10 LageFlur: 1, Flurstück: 53 | |              | 48078 DDB  |
|                                |                                             | Kirchplatz 12 LageFlur: 1, Flurstück: 57 | |              | 48079 DDB  |
|                                |                                             | Lippe 5 LageFlur: 1, Flurstück: 413/6 | |              | 48080 DDB  |
|                                |                                             | Lippe 7 LageFlur: 1, Flurstück: 414/1 | |              | 48081 DDB  |
| Bild gesucht BW                |                                             | Lippe 11 LageFlur: 1, Flurstück: 438/1 | |              | 48082 DDB  |
|                                |                                             | Lippe 14 LageFlur: 1, Flurstück: 444/1 | |              | 48083 DDB  |
| Bürgermeister-Jochem-Haus      | Bürgermeister-Jochem-Haus                   | Marktplatz 2 LageFlur: 1, Flurstück: 1676 | |              | 48084 DDB  |
|                                |                                             | Marktplatz 5 LageFlur: 1, Flurstück: 1652 | |              | 48085 DDB  |
|                                |                                             | Marktplatz 6 LageFlur: 1, Flurstück: 45 | |              | 48086 DDB  |
|                                |                                             | Marktplatz 7, Marktplatz 8 LageFlur: 1, Flurstück: 180, 179 | |              | 48087 DDB  |
| weitere Bilder                 | Engelsbrunnen                               | Marktplatz LageFlur: 1, Flurstück: 1641/2 | |              | 48088 DDB  |
|                                |                                             | Obere Langgasse 1, Obere Langgasse 3 LageFlur: 1, Flurstück: 1653, 1654 | |              | 48089 DDB  |
| Ehemaliges gräfliches Amtshaus | Ehemaliges gräfliches Amtshaus              | Obere Langgasse 4 LageFlur: 1, Flurstück: 41 | |              | 48090 DDB  |
|                                |                                             | Obere Langgasse 6, Obere Langgasse 8 LageFlur: 1, Flurstück: 40, 38 | |              | 48092 DDB  |
|                                |                                             | Obere Langgasse 7 LageFlur: 1, Flurstück: 1656 | |              | 48091 DDB  |
| Bild gesucht BW                |                                             | Obere Langgasse 10, Obere Langgasse 12 LageFlur: 1, Flurstück: 33/1 | |              | 48093 DDB  |
| Bild gesucht BW                |                                             | Obere Langgasse 11 LageFlur: 1, Flurstück: 1658 | |              | 48094 DDB  |
| Bilgensches Haus mit Scheune   | Bilgensches Haus mit Scheune                | Lippe 2, Obere Langgasse 13, Obere Langgasse 13a LageFlur: 1, Flurstück: 462, 461/1 | |              | 48095 DDB  |
|                                |                                             | Obere Langgasse 18 LageFlur: 1, Flurstück: 26 | |              | 48096 DDB  |
|                                |                                             | Obere Langgasse 21, Obere Langgasse 23 LageFlur: 1, Flurstück: 472/1, 473/1 | |              | 48097 DDB  |
|                                |                                             | Obere Langgasse 24 LageFlur: 1, Flurstück: 21 | |              | 48098 DDB  |
|                                |                                             | Obergasse 1 LageFlur: 1, Flurstück: 1659 | |              | 48100 DDB  |
|                                |                                             | Obergasse 4 LageFlur: 1, Flurstück: 409/2 | |              | 48101 DDB  |
|                                |                                             | Obergasse 29 LageFlur: 1, Flurstück: 343 | |              | 48102 DDB  |
| weitere Bilder                 | Kirchenruine Ruthardshausen                 | Kirchberg (ohne Anschrift) LageFlur: 46, Flurstück: 1/3 | |              | 48121 DDB  |
| Bild gesucht BW                | Forsthaus Ruthardshausen                    | Jägerhaus 2 LageFlur: 47, Flurstück: 24/1 | |              | 48122 DDB  |
| weitere Bilder                 | Sachgesamtheit Schloss Laubach              | Schloß, Stiftstraße 2, Schloß 4, Schloß 6, Schloß 8, Schloß 1, Kirchplatz 1, Am Schloßpark, Kirchplatz 14, Forellenbach, Stiftstraße 20, Schloß 10, Schloß 5, Schloß 9, Schloßgarten LageFlur: 1, Flurstück: 1, 2/1, 2/2, 2/5, 3/1, 4/1, 4/2, 4/3, 4/4, 4/5, 4/6, 4/7, 4/9, 5/1, 7/13, 10, 11/1, 12/1, 12/2, 12/3, 12/4, 13/1, 16/2, 43/2, 1599/8                                                                    | |              | 48032 DDB  |
| Untermühle                     | Untermühle                                  | Steinweg 11 LageFlur: 1, Flurstück: 3/1 | |              | 48103 DDB  |
| Bild gesucht BW                |                                             | Steinweg 13 LageFlur: 1, Flurstück: 2/5 | |              | 48104 DDB  |
| Ehemaliges Armenhaus           | Ehemaliges Armenhaus                        | Stiftstraße 2 LageFlur: 1, Flurstück: 16/2 | |              | 48105 DDB  |
|                                |                                             | Stiftstraße 9 LageFlur: 6, Flurstück: 128/2 | |              | 48106 DDB  |
|                                |                                             | Untere Langgasse 1, Untere Langgasse 3 LageFlur: 1, Flurstück: 201, 202 | |              | 48107 DDB  |
|                                |                                             | Untere Langgasse 2 LageFlur: 1, Flurstück: 293 | |              | 48108 DDB  |
|                                |                                             | Untere Langgasse 6 LageFlur: 1, Flurstück: 291 | |              | 48109 DDB  |
| Gasthaus zur Eule              | Gasthaus zur Eule                           | Untere Langgasse 8 LageFlur: 1, Flurstück: 290 | |              | 48110 DDB  |
|                                |                                             | Untere Langgasse 9 LageFlur: 1, Flurstück: 212 | |              | 48111 DDB  |
|                                |                                             | Untere Langgasse 11 LageFlur: 1, Flurstück: 213 | |              | 48112 DDB  |
| Bild gesucht BW                |                                             | Untere Langgasse 12 LageFlur: 1, Flurstück: 287 | |              | 48113 DDB  |
|                                |                                             | Untere Langgasse 13 LageFlur: 1, Flurstück: 162 | |              | 48114 DDB  |
| Bild gesucht BW                |                                             | Untere Langgasse 14 LageFlur: 1, Flurstück: 284 | |              | 48115 DDB  |
| Bild gesucht BW                |                                             | Untere Langgasse 16 LageFlur: 1, Flurstück: 283 | |              | 48116 DDB  |
| Bild gesucht BW                |                                             | Untere Langgasse 36 LageFlur: 1, Flurstück: 216/8 | |              | 48117 DDB  |
| Bild gesucht BW                |                                             | Untere Langgasse 38 LageFlur: 1, Flurstück: 216/1 | |              | 48118 DDB  |
| Bild gesucht BW                | Kriegerdenkmal                              | Schloßgarten LageFlur: 1, Flurstück: 1/7 | | 1920         | 48119 DDB  |
| Bild gesucht BW                | Eckständerfiguren                           | Wildemannsgasse 1, Wildemannsgasse 7 LageFlur: 1, Flurstück: | |              | 48120 DDB  |
| Bild gesucht BW                | Die Steinbach, Wetter                       | LageFlur: 17, Flurstück: 103, 116/1 | Eisenbahnbrücke, Strecke nach Mücke | 1903         | 800392 DDB |

### Lauter
| Bild            | Bezeichnung            | Lage                                                                       | Beschreibung | Bauzeit   | Objekt-Nr. |
| --------------- | ---------------------- | -------------------------------------------------------------------------- | --- | --------- | ---------- |
| Bild gesucht BW |                        | Grünberger Straße 3 LageFlur: 1, Flurstück: 17                             | |           | 48124 DDB  |
| Bild gesucht BW | Laufbrunnen            | Grünberger Straße L 3137 (ohne Anschrift) LageFlur: 1, Flurstück: 31/2     | |           | 48125 DDB  |
| Bild gesucht BW | Schule                 | Lautertalstraße 5, Im Ort, Lautertalstraße 3 LageFlur: 33, Flurstück: 34/1 | |           | 48126 DDB  |
| Bild gesucht BW |                        | Lautertalstraße 24 LageFlur: 1, Flurstück: 114/4                           | |           | 48127 DDB  |
| Bild gesucht BW |                        | Lautertalstraße 26, Lautertalstraße 28 LageFlur: 1, Flurstück: 113/3       | |           | 48128 DDB  |
| weitere Bilder  | Ev. Kirche             | Lautertalstraße 27 LageFlur: 1, Flurstück: 47/1                            | Barocke Fachwerkkirche als Saalkirche mit Dachreiter und für Oberhessen untypischem Fachwerk auf rechteckigem Grundriss mit abgeschrägten Ecken | 1773–1779 | 48129 DDB  |
| Bild gesucht BW | Backhaus               | Lautertalstraße 34 LageFlur: 1, Flurstück: 110/5                           | |           | 48130 DDB  |
| Bild gesucht BW |                        | Lautertalstraße 41 LageFlur: 1, Flurstück: 53                              | |           | 48131 DDB  |
| Bild gesucht BW | Wohnhaus der Atzmühle  | Mühlweg 6, Mühlweg 7 LageFlur: 1, Flurstück: 154/1, 156/1                  | |           | 48132 DDB  |
| Bild gesucht BW | Wasserbehälter         | Im Mühlfeld LageFlur: 3, Flurstück: 1/1                                    | |           | 48137 DDB  |
| Bild gesucht BW |                        | Parkstraße 1 LageFlur: 1, Flurstück: 115                                   | |           | 48133 DDB  |
| Bild gesucht BW |                        | Quellenstraße 10 LageFlur: 1, Flurstück: 11/1                              | |           | 48134 DDB  |
| Bild gesucht BW | Wohnhaus der Bingmühle | Bingmühle 1 LageFlur: 7, Flurstück: 32/1                                   | |           | 48135 DDB  |
| Bild gesucht BW |                        | Ringweg 7 LageFlur: 1, Flurstück: 68                                       | |           | 48136 DDB  |

### Münster
| Bild            | Bezeichnung                        | Lage                                                                        | Beschreibung | Bauzeit     | Objekt-Nr. |
| --------------- | ---------------------------------- | --------------------------------------------------------------------------- | --- | ----------- | ---------- |
| Bild gesucht BW | Gesamtanlage Unterpforte           | Unterpforte 1–7 Lage                                                        | |             | 48139 DDB  |
| Bild gesucht BW | Sachgesamtheit Hessenbrücker Mühle | Hessenbrückenmühle 1 LageFlur: 4, Flurstück: 83/3                           | |             | 48140 DDB  |
| Bild gesucht BW |                                    | Licher Straße 4 LageFlur: 1, Flurstück: 150                                 | |             | 48141 DDB  |
| Bild gesucht BW | Wasserbehälter                     | Die Rotäcker links der Straße LageFlur: 5, Flurstück: 26/1                  | |             | 48142 DDB  |
| Bild gesucht BW |                                    | Oberpforte 14 LageFlur: 1, Flurstück: 55/2                                  | |             | 48143 DDB  |
| Bild gesucht BW |                                    | Oberpforte 17 LageFlur: 1, Flurstück: 2/4                                   | |             | 48144 DDB  |
| Bild gesucht BW | Spritzenhaus                       | Oberpforte LageFlur: 1, Flurstück: 53/2                                     | |             | 48145 DDB  |
| Bild gesucht BW |                                    | Unterpforte 20 LageFlur: 1, Flurstück: 20                                   | |             | 48146 DDB  |
| weitere Bilder  | Ev. Kirche                         | Unterpforte, Oberpforte, Im Dorf LageFlur: 1, Flurstück: 12, 13, 14, 15, 16 | Spätgotische dreischiffige Hallenkirche, im Kern romanisch, um zwei Ostchöre erweitert, südliches Seitenschiff mit drei Zwerchgiebeln, Westturm mit schlankem Spitzhelm über Stumpf des Pyramidendachs | 12.–15. Jh. | 48147 DDB  |

### Röthges
| Bild            | Bezeichnung | Lage                                       | Beschreibung                                                                                          | Bauzeit   | Objekt-Nr. |
| --------------- | ----------- | ------------------------------------------ | --- | --------- | ---------- |
| Bild gesucht BW |             | Burgstraße 2 LageFlur: 1, Flurstück: 14    | |           | 48149 DDB  |
| weitere Bilder  | Ev. Kirche  | Burgstraße 18 LageFlur: 1, Flurstück: 4/1  | Saalkirche im neugotischen Spitzbogenstil, eingezogener 5/8-Chor; schlanker, dreigeschossiger Südturm | 1878/1879 | 48150 DDB  |
| Bild gesucht BW |             | Heerstraße 4 LageFlur: 1, Flurstück: 85    | |           | 48151 DDB  |
| Bild gesucht BW |             | Heerstraße 9 LageFlur: 1, Flurstück: 37/1  | |           | 48152 DDB  |
| Bild gesucht BW |             | Heerstraße 10 LageFlur: 1, Flurstück: 80   | |           | 48153 DDB  |
| Bild gesucht BW |             | Heerstraße 11 LageFlur: 1, Flurstück: 20/1 | |           | 48154 DDB  |
| Bild gesucht BW |             | Untergasse 2 LageFlur: 1, Flurstück: 47    | |           | 48155 DDB  |

### Ruppertsburg
| Bild            | Bezeichnung                          | Lage | Beschreibung | Bauzeit   | Objekt-Nr. |
| --------------- | ------------------------------------ | --- | --- | --------- | ---------- |
| Bild gesucht BW | Gesamtanlage historischer Ortskern   | Beergartenstraße 1–3, 2–6, 12–14, Horloffstraße 1, Mönchsgasse 1–3, 7–15, 8–16, Neugasse 1–7, 2, 8–16, Rupertisstraße 1, 2–14, 20–30, Unterecke 1–7, 4–10 Lage | |           | 48157 DDB  |
| weitere Bilder  | Gesamtanlage Friedrichshütte         | Friedrichshütte 3–17, 2–10 Lage | |           | 48158 DDB  |
| Bild gesucht BW | Ehemalige Schule                     | Beergartenstraße 1 LageFlur: 6, Flurstück: 242 | |           | 48160 DDB  |
| Bild gesucht BW | Feuerwehrgerätehaus mit Schlauchturm | Beergartenstraße 9 LageFlur: 5, Flurstück: 166 | |           | 48161 DDB  |
| Bild gesucht BW | Villa Heinrichsruhe                  | Beergartenstraße 31 LageFlur: 5, Flurstück: 175/3 | |           | 48162 DDB  |
| Bild gesucht BW |                                      | Friedrichshütte 11 LageFlur: 4, Flurstück: 70/2 | |           | 48163 DDB  |
| Bild gesucht BW |                                      | Friedrichshütte 15 LageFlur: 4, Flurstück: 68/4 | |           | 48164 DDB  |
| Bild gesucht BW |                                      | Horloffstraße 10a LageFlur: 6, Flurstück: 190 | |           | 48165 DDB  |
| Bild gesucht BW | Steinkreuze                          | Kreuzplatz o. Nr. LageFlur: 1, Flurstück: | |           | 65556 DDB  |
| Bild gesucht BW | Altes Backhaus                       | Mönchsgasse 1 LageFlur: 6, Flurstück: 267 | |           | 48166 DDB  |
| Bild gesucht BW |                                      | Mönchsgasse 7 LageFlur: 6, Flurstück: 275 | |           | 48167 DDB  |
| Bild gesucht BW |                                      | Mönchsgasse 8 LageFlur: 6, Flurstück: 274 | |           | 48168 DDB  |
| weitere Bilder  | Ev. Kirche                           | Mönchsgasse 14 LageFlur: 6, Flurstück: 281 | Spätbarocke Saalkirche als Querkirche, vom niederländisch-reformierten Kirchenbau beeinflusst, mit Walmdach und nördlich vorgelagerter Turm mit hohem, zweigeschossigem Haubenhelm | 1750–1757 | 48169 DDB  |
| Bild gesucht BW |                                      | Neugasse 1 LageFlur: 6, Flurstück: 262 | |           | 48171 DDB  |
| Bild gesucht BW |                                      | Neugasse 3 LageFlur: 6, Flurstück: 261 | |           | 48172 DDB  |
| Bild gesucht BW |                                      | Neugasse 5 LageFlur: 6, Flurstück: 260 | |           | 48173 DDB  |
| Bild gesucht BW |                                      | Rupertisstraße 4 LageFlur: 6, Flurstück: 263 | |           | 48174 DDB  |
| Bild gesucht BW |                                      | Rupertisstraße 8 LageFlur: 6, Flurstück: 265 | |           | 48175 DDB  |
| Bild gesucht BW |                                      | Rupertisstraße 15 LageFlur: 6, Flurstück: 179 | |           | 48176 DDB  |
| Bild gesucht BW |                                      | Rupertisstraße 19 LageFlur: 1, Flurstück: 177 | |           | 48177 DDB  |
| Bild gesucht BW |                                      | Unterm Steinberg 1, Unterm Steinberg 3 LageFlur: 6, Flurstück: 165, 163                                                                                        | |           | 48178 DDB  |
| Bild gesucht BW | Sachgesamtheit Henriettenhof         | Villinger Straße 1 LageFlur: 1, Flurstück: | |           | 48159 DDB  |

### Wetterfeld
| Bild            | Bezeichnung                        | Lage | Beschreibung                                                                                                  | Bauzeit        | Objekt-Nr. |
| --------------- | ---------------------------------- | --- | --- | -------------- | ---------- |
| Bild gesucht BW | Gesamtanlage historischer Ortskern | Am Berg 3, 2–4, Herrenhausgasse 1–9, 15–29, 2–14, 20–28, Laubacher Straße 2, Mühlgasse 1–7, Tiefenhof 1–5, 2–6, Weinberggasse 12 Lage | |                | 48180 DDB  |
| Bild gesucht BW |                                    | Herrenhausgasse 7 LageFlur: 1, Flurstück: 91                                                                                          | |                | 48181 DDB  |
| Bild gesucht BW |                                    | Herrenhausgasse 14 LageFlur: 1, Flurstück: 19                                                                                         | |                | 48182 DDB  |
| Bild gesucht BW |                                    | Herrenhausgasse 26 LageFlur: 1, Flurstück: 34/3                                                                                       | |                | 48183 DDB  |
| Bild gesucht BW |                                    | Herrenhausgasse 32 LageFlur: 5, Flurstück: 173/4                                                                                      | |                | 48184 DDB  |
| weitere Bilder  | Ev. Kirche                         | Kirchgasse 2 LageFlur: 1, Flurstück: 169                                                                                              | Barocke Saalkirche mit Schopfwalmdach, Chorturm (um 1300) mit dreigeschossigem Turmaufbau und offener Laterne | 1300/1747–1749 | 48185 DDB  |
| Bild gesucht BW | Ehemalige Schule mit Lehrerwohnung | Laubacher Straße 1, Laubacher Straße 3 LageFlur: 1, Flurstück: 166, 168                                                               | |                | 48186 DDB  |
| Bild gesucht BW |                                    | Mühlgasse 1 LageFlur: 1, Flurstück: 3                                                                                                 | |                | 48187 DDB  |
| Bild gesucht BW |                                    | Mühlgasse 7 LageFlur: 1, Flurstück: 11/1                                                                                              | |                | 48188 DDB  |
| weitere Bilder  | Ehemalige Schule                   | Ruppertsburger Straße 3 LageFlur: 1, Flurstück: 161/3                                                                                 | |                | 48189 DDB  |
| Bild gesucht BW | Pfarrhaus                          | Ruppertsburger Straße 18 LageFlur: 2, Flurstück: 65                                                                                   | |                | 48190 DDB  |
| Bild gesucht BW | Kriegerdenkmal                     | Ruppertsburger Straße LageFlur: 2, Flurstück: 66/1                                                                                    | |                | 48191 DDB  |
| Bild gesucht BW |                                    | Tiefenhof 1, Tiefenhof 3 LageFlur: 1, Flurstück: 41                                                                                   | |                | 48192 DDB  |
| Bild gesucht BW |                                    | Tiefenhof 5 LageFlur: 1, Flurstück: 42                                                                                                | |                | 48193 DDB  |
| Bild gesucht BW |                                    | Weinberggasse 1 LageFlur: 1, Flurstück: 99                                                                                            | |                | 48194 DDB  |
| Bild gesucht BW |                                    | Weinberggasse 6 LageFlur: 1, Flurstück: 92                                                                                            | |                | 48195 DDB  |
| Bild gesucht BW | Alte Schmiede                      | Weinberggasse 15 LageFlur: 1, Flurstück: 113/2                                                                                        | |                | 61697 DDB  |

## Ehemalige Kulturdenkmäler nach Ortsteilen
| Bild            | Bezeichnung   | Lage                                                         | Beschreibung | Bauzeit | Objekt-Nr. |
| --------------- | ------------- | ------------------------------------------------------------ | ------------ | ------- | ---------- |
| Bild gesucht BW | Waagehäuschen | Ruppertsburg, Mönchsgasse o. Nr. LageFlur: 6, Flurstück: 281 |              |         |            |